# Battaglia di Carre
La battaglia di Carre fu combattuta il 9 giugno dell'anno 53 a.C. presso la città di Carre (oggi Harran, Turchia) tra l'esercito della Repubblica romana comandato dal generale romano Marco Licinio Crasso e l'esercito partico al comando dell'Eran Spahbod Surena. La battaglia si rivelò un disastro per le forze romane in Medio Oriente.

## La campagna
Trovandosi l'attuale città di Harran (Charrai in greco antico e Charrae in latino) presso il confine meridionale della Turchia condiviso con la Siria, l'area dello scontro va ricercata proprio nel Deserto Siriaco settentrionale, appena ad oriente di un affluente dell'Eufrate.  Siccome le fonti antiche, Plutarco di Cheronea, soprattutto citano che la battaglia avvenne nelle immediate vicinanze del fiume Balisso (Belik), possiamo stabilire che la scelta di un campo di battaglia in un deserto stepposo semiarido, in una delle stagioni più torride dell'anno, poco favorevole alla fanteria, in un'area meglio conosciuta topograficamente dal nemico, appare a tutt'oggi incomprensibile.
La battaglia non fu combattuta per motivi strategici, ma per ragioni di prestigio personale: Crasso, membro del primo triumvirato, voleva ottenere una grande vittoria militare e guadagnarsi prestigio e popolarità nei confronti degli altri due, Cesare e Pompeo, e a questo scopo si accinse ad attaccare l'Impero dei Parti.
Convenientemente il casus belli (motivo della guerra) gli fu fornito dalle lotte dinastiche dei Parti: dopo la morte di re Fraate III, i figli - Mitridate e Orode - se ne contesero il trono; i Romani appoggiavano Mitridate, ma fu Orode il vincitore e Mitridate richiese il loro intervento.
Crasso decise di entrare nel territorio nemico dal sud attraverso il deserto siriano -  anziché dalle montagne armene a nord - con l'intento di sorprendere Surena, e avanzò con circa 32000 legionari e 4000 ausiliari. Anziché seguire il corso dell'Eufrate fino a Seleucia, così assicurandosi un fianco protetto e rifornimenti di acqua - come avevano suggerito i subordinati, specialmente Cassio, questore delle legioni - Crasso decise di attraversare il deserto siriano, mirando al colpo decisivo con il grosso del nemico.
Secondo Plutarco, la decisione di attraversare il deserto fu presa dopo che tre nobili Parti, presentatisi orribilmente mutilati - di labbra, naso e mani  - convinsero Crasso del loro desiderio di vendetta per le torture subite e gli consigliarono di seguire un percorso alternativo, per sorprendere le forze partiche stanziate nel deserto. Impressionato dalla crudeltà con la quale i tre erano stati torturati, Crasso seguì il loro consiglio avventurandosi tra le sabbie, ignaro che in realtà questi nobili si erano fatti mutilare volontariamente per tendergli un tranello.
Dal momento che le truppe romane avanzavano lentamente arrancando nel deserto, durante la marcia i Parti, invece di accettare uno scontro campale attaccavano coi loro arcieri a cavallo, colpendo a distanza e infliggendo gravi perdite al nemico per dileguarsi prima che questo potesse reagire. Lungi dall'allarmarlo, tale tattica persuase Crasso che i Parti fossero codardi, incapaci di un confronto aperto.

## La battaglia

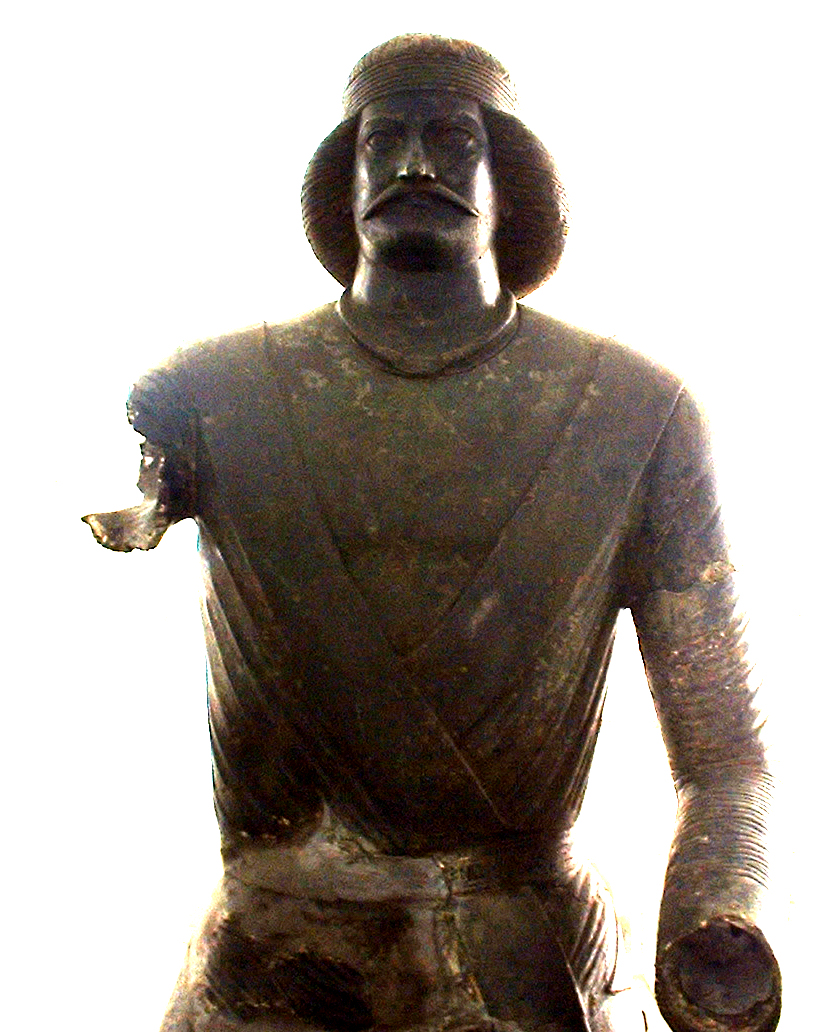
Surena a capo delle forze partiche.

Quando finalmente i Parti decisero di dare battaglia, le forze romane erano stanche dal lungo peregrinare nel deserto. Crasso schierò inizialmente l'esercito nella classica formazione in linea con la fanteria al centro e la cavalleria sulle ali, ma poi decise di schierare il suo esercito a quadrato: una formazione difensiva contro un esercito, quello partico, formato prevalentemente dalla cavalleria.
Dopo le iniziali schermaglie con la fanteria leggera romana, i Parti caricarono con i loro cavalieri catafratti, che però non riuscirono a sfondare e si ritirarono. A quel punto entrarono in battaglia gli arcieri a cavallo che con il loro incessante lancio di frecce inflissero gravi danni all'esercito romano e lo indussero ad attaccare. Il lato sinistro dello schieramento comandato da Publio, figlio di Crasso, attaccò con tutti i 1300 cavalieri gallici e 8 coorti: i veloci arcieri a cavallo parti si ritirarono, continuando a lanciare frecce e portando l'ala nemica sempre più lontana dal resto della formazione. Poi circondarono e caricarono le truppe romane con i cavalieri catafratti, fino a distruggerle e ad uccidere Publio.
I romani tornarono all'accampamento per la notte, con loro grande scoramento. Crasso, sapendo di non poter più dare battaglia con un morale così basso, nella notte decise di abbandonare l'accampamento e lasciare i feriti ai nemici. L'operazione ebbe successo e i romani riuscirono a rifugiarsi nella roccaforte di Carre (da cui la battaglia prende il nome). Qui tuttavia, invece di resistere aspettando rinforzi e contando sulla mancanza nei Parti della fanteria necessaria per mettere sotto assedio una città, Crasso decise di muoversi verso l'alleato armeno a nord, secondo Plutarco anche a causa del suggerimento di un traditore, Andromaco. Qui avvenne la frattura tra Crasso e Cassio: quest'ultimo, già da tempo in disaccordo con Crasso sulla conduzione della campagna, decise di muoversi a sud-est verso la Siria: una via di fuga più lunga ma meno prevedibile. Il reparto di Crasso, fuggito a nord, fu intercettato da Surena e annientato vicino alla cittadina di Orfa.
Solo i 10000 soldati di Cassio si salvarono rifugiandosi in Siria. Si disse in seguito che i feriti furono massacrati e che a Crasso, uno degli uomini più facoltosi nella storia di Roma, fu versato dell'oro fuso in bocca, come punizione per la bramosia di ricchezze che lo aveva spinto nell'impresa.

## Le conseguenze
La morte di Crasso fu la più importante conseguenza della Battaglia di Carre, in quanto lasciò Cesare e Pompeo completamente padroni della scena politica a Roma. I Parti decisero di approfittare del successo per invadere i territori romani, arrivando fino in Cilicia e assediando Cassio ad Antiochia. Qui venne in aiuto Cicerone con un esercito mandato da Roma: sconfisse i Parti e li costrinse a riattraversare l'Eufrate. I Parti ritentarono di attaccare la Siria poco tempo dopo, ma vennero sconfitti e respinti da Gaio Cassio Longino ad Antigonia. Le guerre tra i Romani (e poi i Bizantini) e i Parti (e poi i Sasanidi) si trascineranno per altri 700 anni, fino all'ascesa degli Arabi.
In seguito, Ottaviano Augusto, divenuto Princeps, mentre progettava l'invasione della Germania, per evitare di trovarsi impegnato su più fronti, decise di trovare un accordo coi Parti per saldare il confine orientale dell'Impero Romano. La pace fu sancita da un trattato nel 17 a.C. che prevedeva la restituzione delle insegne delle legioni di Crasso cadute a Carre (il che puntualmente avvenne) e dei prigionieri romani. Di questi ultimi, però, si perse ogni traccia.
Esiste una teoria per cui la battaglia avrebbe dato inizio alle prime relazioni sino-romane. Secondo Plinio, nel 52 a.C., un anno dopo la battaglia, 10000 prigionieri romani furono deportati dai Parti nella Margiana(Turkmenistan) per aumentare la guarnigione a guardia del confine orientale dell'Impero. Da lì in seguito sarebbero entrati in contatto con la dinastia cinese degli Han, probabilmente come mercenari, stanziandosi nel Liqian dove avrebbero lasciato tracce etnico-antropologiche. Non ci sono però evidenti prove archeologiche o genetiche di un collegamento diretto tra questi villaggi e i romani o addirittura i legionari di Carre.